# Alcalde de Tebes
El càrrec d'Alcalde de Tebes va ser un càrrec funcionarial de l'antic Egipte, que es va establir a partir de l'Imperi Nou.

## Tasques
Durant la dinastia XVIII a persona que tenia aquest títol era el funcionari més influent de la ciutat de Tebes (Alt Egipte).
També ostentava el càrrec de Graner en cap d'Amon que representava ser el responsable dels subministraments dels temples tebans. A partir de la dinastia XIX, durant el regnat de Ramsès II, s'introdueix el càrrec d'Alcalde de Tebes Oest, el responsable de la part occidental de la ciutat, la zona dels temples funeraris i de les necròpolis (actualment conegut també pel nom de Necròpolis Tebana), fet que representa que l'Alcalde de Tebes es queda només amb la responsabilitat de la part oriental de la ciutat (on hi ha els temples de Luxor i Karnak, i probablement el centre urbà). El càrrec d'Alcalde de Tebes Oest és, però, subordinat al d'Alcalde de Tebes.
Entre les seves responsabilitats hi havia la de fer de jutge, ja que durant l'Imperi Nou els alcaldes, junt amb els sacerdots, conformaven els tribunals locals. També s'encarregava d'acompanyar els djatis ("visirs") o els sacerdots d'Amon en les rondes d'inspecció de la necròpolis de la ribera oest del Nil.
També excercia de supervisor dels comandaments dels dos districtes, meridional i septentrional, que s'encarregaven de les tasques policials. Entre els seus subordinats també hi havia els escribes del districte (Escriba de l'Administració de la Ciutat), durant el període ramèssida n'hi havia dos a cada districte de la ciutat i dos més a Tebes Oest. També hi havia un Escriba de l'Alcalde i un Tinent d'Alcalde amb els seus escribes subordinats (secretaris).
Entre els alcaldes més destacats de l'Imperi Nou trobem Ineni, Sennefer i Ptahmose, i del Període Tardà Mentuemhat.

## Alcaldes de Tebes
Llista d'alguns dels alcaldes destacats.

### Imperi Nou
| Nom            | Època                     | Notes                                                   | Tomba                        |
| -------------- | ------------------------- | ------------------------------------------------------- | ---------------------------- |
| Tetiki         | Ahmosis                   |                                                         | TT15 (Dra Abu el-Naga)       |
| Seni           | Amenofis I – Tuthmosis II | Nomenat Virrei de Kush durant el regnat de Tuthmosis I. |                              |
| Ineni          | Thutmosis I – Hatshepsut  |                                                         | TT81 (Sheikh Abd al-Gurnah)  |
| Kenamon        | Hatshepsut                |                                                         | TT93 (Sheikh Abd al-Gurnah)  |
| Sennefer       | Amenofis II               |                                                         | TT96 (Sheikh Abd al-Gurnah)  |
| Ptahmose       | Amenofis III              | També djati i Summe Sacerdot d'Amon                     |                              |
| Amenemhab      | Dinastia XVIII            |                                                         | A8 (Dra Abu el-Naga)         |
| Sauser         | Dinastia XVIII            |                                                         |                              |
| Roy            | Dinastia XVIII            |                                                         |                              |
| Paser          | Ramsès II                 |                                                         | TT106 (Sheikh Abd al-Gurnah) |
| Hunefer        | Ramsès II – Merenptah     |                                                         | TT385 (Sheikh Abd al-Gurnah) |
| Amenemhet      | Dinastia XIX              |                                                         | TT163 (Dra Abu el-Naga)      |
| May            | Dinastia XIX              |                                                         | TT130 (Sheikh Abd al-Gurnah) |
| Nefermenu      | Dinastia XIX              |                                                         | TT184 (Al-Khokha)            |
| Nebneheh       | Dinastia XIX              |                                                         |                              |
| Paser          | Ramsès III                |                                                         |                              |
| Amenmose       | Ramsès IV                 |                                                         |                              |
| Paser          | Ramsès IX                 |                                                         |                              |
| Nesi Amenemope | Ramsès XI                 |                                                         |                              |

### Període Tardà
| Nom           | Època                | Notes                                                  | Tomba                        |
| ------------- | -------------------- | ------------------------------------------------------ | ---------------------------- |
| Basa (Bes)    | Psamètic I           |                                                        | TT389 (El-Assasif)           |
| Pabasa        | Psamètic I           |                                                        | TT279 (El-Assasif)           |
| Padiamun      | Psamètic I           |                                                        |                              |
| Patjenefi     | Psamètic I           |                                                        | TT128 (Sheikh Abd al-Gurnah) |
| Nesptah       | Psamètic I           | Fill de Mentuemhat (el pare va ser enterrat a la TT34) |                              |
| Reemmaajeru   | Psamètic I           |                                                        |                              |
| Ramose        | Psamètic I           |                                                        |                              |
| Khonsirdes    | Psamètic I           |                                                        |                              |
| Padihorresnet | Psamètic I - Necó II |                                                        |                              |

## Alcaldes de Tebes Oest
Durant la dinastia XIX el nombre de temples a la ribera occidental cada vegada era major i cada vegada es necessitaven més treballadors i funcionaris dels temples que s'havien de controlar. Per aquest motiu es va crear el càrrec d'Alcalde de Tebes Oest. Aquest alcalde també era l'encarregat de supervisar els artesans de les tombes de les necròpolis (Vall dels Reis, Vall de les Reines, ...) que vivien a Deir el-Medina, i era Cap de Policia de la zona, càrrec que representava supervisar les tombes reials, vigilar els presoners i acusar els lladres de tombes.
Llista d'alguns dels alcaldes destacats:
| Nom    | Època                 | Notes | Tomba |
| ------ | --------------------- | ----- | ----- |
| Ramose | Ramsès II             |       |       |
| Pawero | Ramsès IX – Ramsès XI |       |       |